# Eddie Holland
Edward (Eddie) Holland (Detroit (Michigan), 30 oktober 1939) is een Amerikaanse zanger, songwriter en producer. Hij is de oudere broer van Brian Holland.

## Holland-Dozier-Holland
Samen met zijn broer en Lamont Dozier maakte Eddie deel uit van het wereldberoemde, bij Motown onder contract staande songwritersteam Holland-Dozier-Holland. Het trio schreef vele hits voor de platenmaatschappij met nummer als "Reflections" en "In and Out of Love" voor The Supremes, "Nowhere to Run" en "I'm Ready for Love" voor Martha & The Vandellas, "(Come 'Round Here) I'm the One You Need" en "Mickey's Monkey" voor The Miracles en "Shake Me, Wake Me (When It's Over)" en "Baby I Need Your Loving" van The Four Tops. Ook hebben ze geschreven voor andere Motownartiesten als The Marvelettes, The Isley Brothers en Marvin Gaye. Eddie was de tekstschrijver van het team.

## Samenwerking met Norman Whitfield
Naast zijn bijdrage die hij leverde bij de nummers geschreven door H-D-H, schreef Eddie Holland ook nummers samen met Norman Whitfield. Samen schreven ze nummers als "Beauty's Only Skin Deep" en "Ain't Too Proud to Beg" voor The Temptations en "Too Many Fish in the Sea" voor The Marvelettes. Toen Eddie Holland in 1967 Motown samen met zijn broer en Lamont Dozier verliet vanwege een ruzie over het contract, stopte hij ook met samenwerken met Norman Whitfield. Whitfield gebruikte toen als vervanger Barrett Strong, degene die de eerste Motown hit scoorde.

## Solocarrière
Eddie Holland schreef niet alleen nummers, hij zong ze ook in tijdens zijn eigen zangcarrière. Die begon in 1958 bij Mercury en vertrok daarna naar United Artists. Bij zijn eerste werkgever als songwriter, Motown, behaalde hij ook zijn eerste hit als zanger, "Jamie". Een ander nummer van hem, "Just Ain't Enough Love", werd later gecoverd door The Isley Brothers. Holland beëindigde zijn zangcarrière alweer in 1964, omdat hij een plankenvrees had.

## Nummers met hitnotering
- Jamie (1961; R&B: nr. 6, US: nr. 30)
- Leaving Here (1964; R&B: nr. 27, US: nr. 76)
- Just Ain't Enough Love (1964; R&B: nr. 31, US: nr. 54)
- Candy to Me (1964; R&B: nr. 29, US: nr. 58)

- Bibsys: 3051528
- Biblioteca Nacional de España: XX892188
- Bibliothèque nationale de France: cb13930934j (data)
- CiNii: DA1832033X
- Gemeinsame Normdatei: 13440937X
- International Standard Name Identifier: 0000 0000 5947 958X
- Library of Congress Control Number: n95001031
- MusicBrainz: 7f71aced-31f0-4d09-9198-0c407a2cc6e1
- Bibliotheek van het Japanse parlement: 001112122
- Nationale bibliotheek van Australië: 63922595
- Nationale en Universitaire bibliotheek Zagreb: 000086463
- Nederlandse Thesaurus van Auteursnamen: 183592840
- Trove: 1771544
- Virtual International Authority File: 24789987
- WorldCat: E39PBJjXggmBTVmPbkThbyWdQq